# Alla Nikolajewna Bajanowa

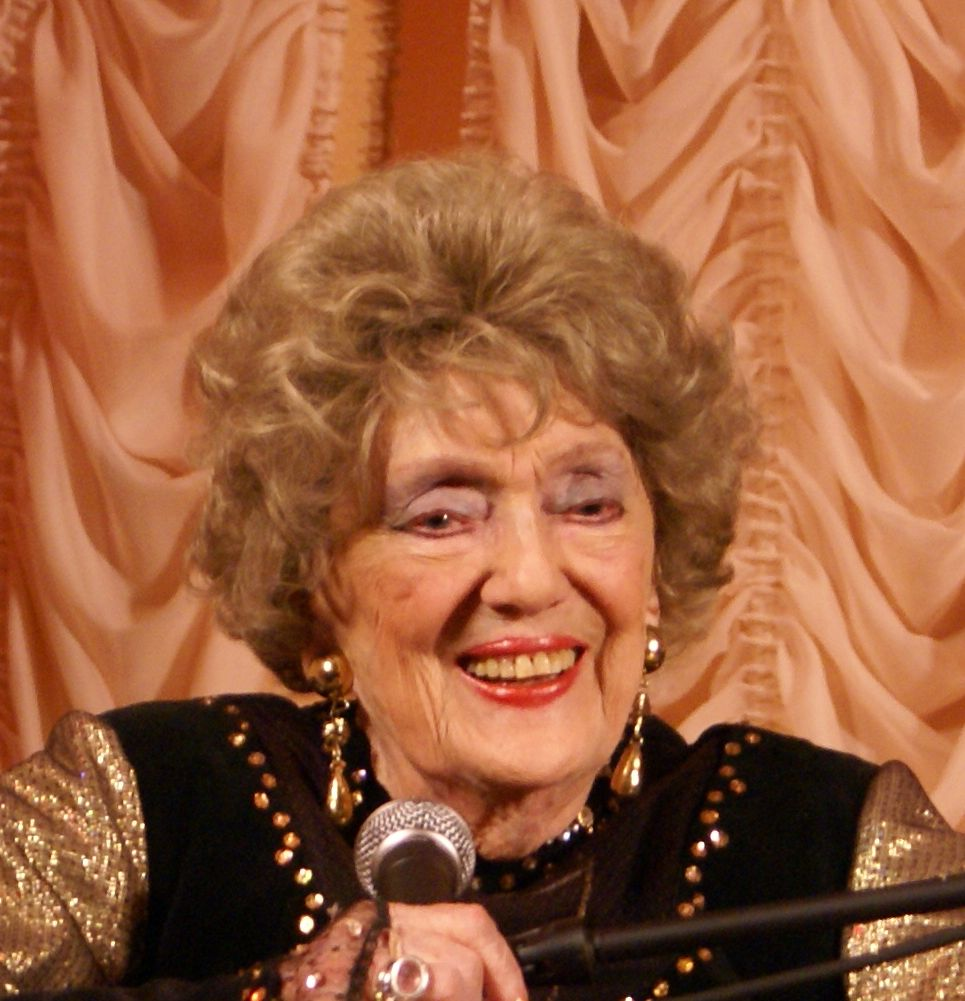
Alla Bajanowa, 2007

Alla Nikolajewna Bajanowa (russisch Алла Николаевна Баянова, eigentlich: Алла Николаевна Левицкая (Alla Nikolajewna Lewizkaja); * 18. Mai 1914 in Chișinău; † 30. August 2011 in Moskau) war eine russische Sängerin.

## Leben und künstlerischer Werdegang
Bajanowa wurde als Tochter des Opernsängers Nikolai Lewizki (1892–1951), der unter dem Künstlernamen Nikolai Bajanow auftrat, und einer Ballett-Tänzerin geboren. Als Bessarabien zu einer Provinz Rumäniens wurde, zog ihre Familie 1918 nach Paris. Im Alter von neun Jahren, als sie ihrem Vater 1923 assistierte, stand sie dort das erste Mal auf der Bühne. Im Jahr 1927 trat sie schon alleine auf. Ein großer Schritt vorwärts war für sie die Zusammenarbeit mit Alexander Nikolajewitsch Wertinski in seiner Show im Hermitage Restaurant in Montmartre. Zwei Jahre später zog ihre Familie nach Belgrad, während Bajanowa durch Deutschland, Griechenland, Palästina und Ägypten tourte. Im Jahr 1931 lernte sie den russischen Sänger Pjotr Leschtschenko kennen, der ihr half, in Bukarest bekannt zu werden. Hier heiratete sie George Ypsilanti und machte mehrere Aufnahmen. Nach ihrer Scheidung von Ypsilanti wurde sie von der polnischen Plattenfirma „Syrena-Electro“ unter Vertrag genommen.
Im März 1941 wurde sie in Rumänien verhaftet, weil sie auf Russisch sang. Sie kam in ein Konzentrationslager, aus dem sie im Mai 1942 wieder entlassen wurde. Trotzdem wurde sie bis Kriegsende weiterhin überwacht. In den 1960er und 1970er Jahren lebte sie auch weiterhin in Rumänien und veröffentlichte acht LPs. Im Jahr 1988 wurde sie gezwungen, in die Sowjetunion zu emigrieren. Sie zog nach Moskau und trat gelegentlich im russischen Fernsehen auf.
Bajanowa bekam den Titel Volkskünstler Russlands verliehen und feierte 2003 ihr 80. Bühnenjubiläum. Im Jahr darauf gab sie anlässlich ihres 90. Geburtstags ein Konzert. Ihre letzte Arbeit war eine Zusammenarbeit mit Marc Almond, mit dem sie mehrere Duette sang. Sie starb im August 2011 in einem Moskauer Hospiz an Leukämie.

## Galerie

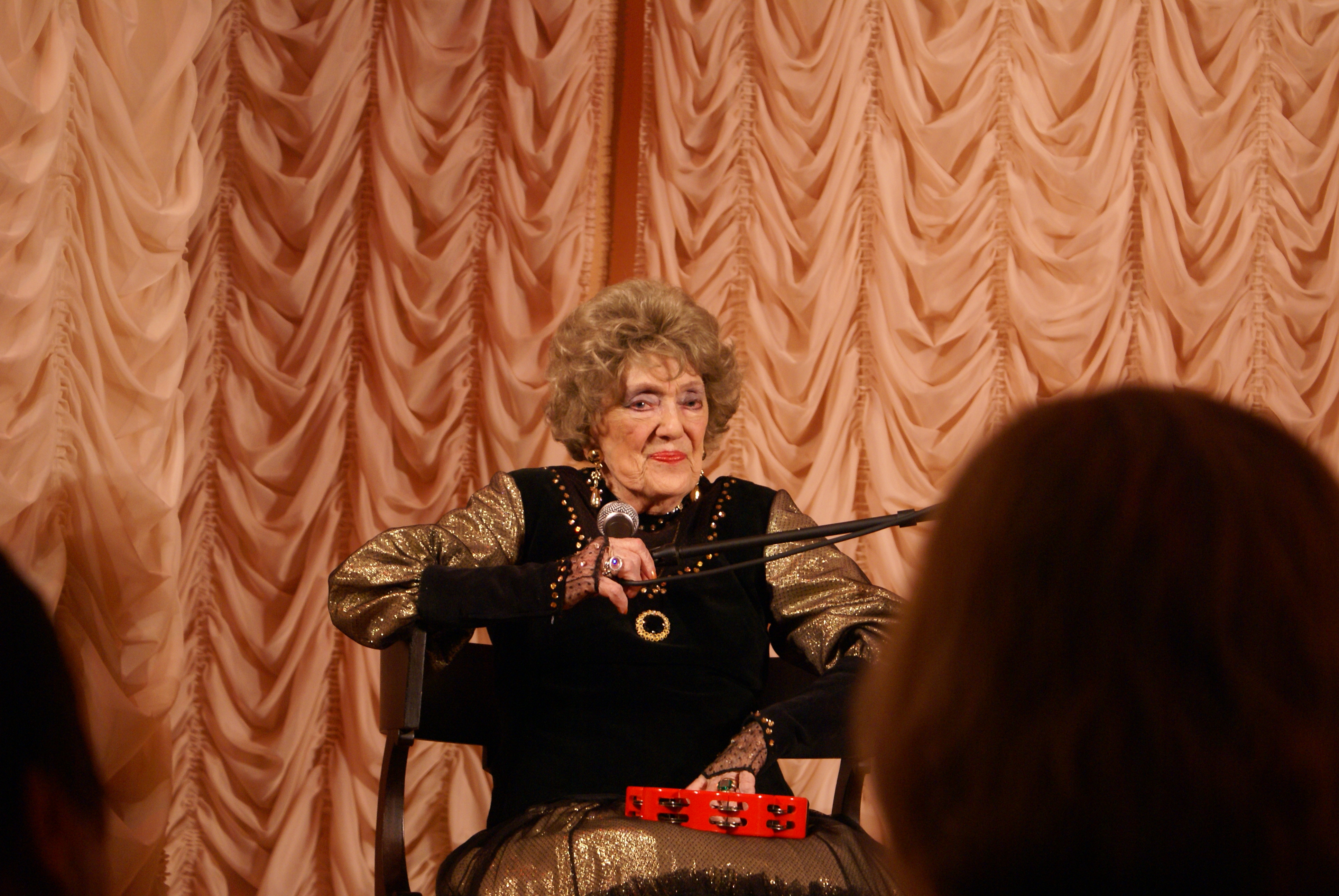
Alla Bayanova, 2007
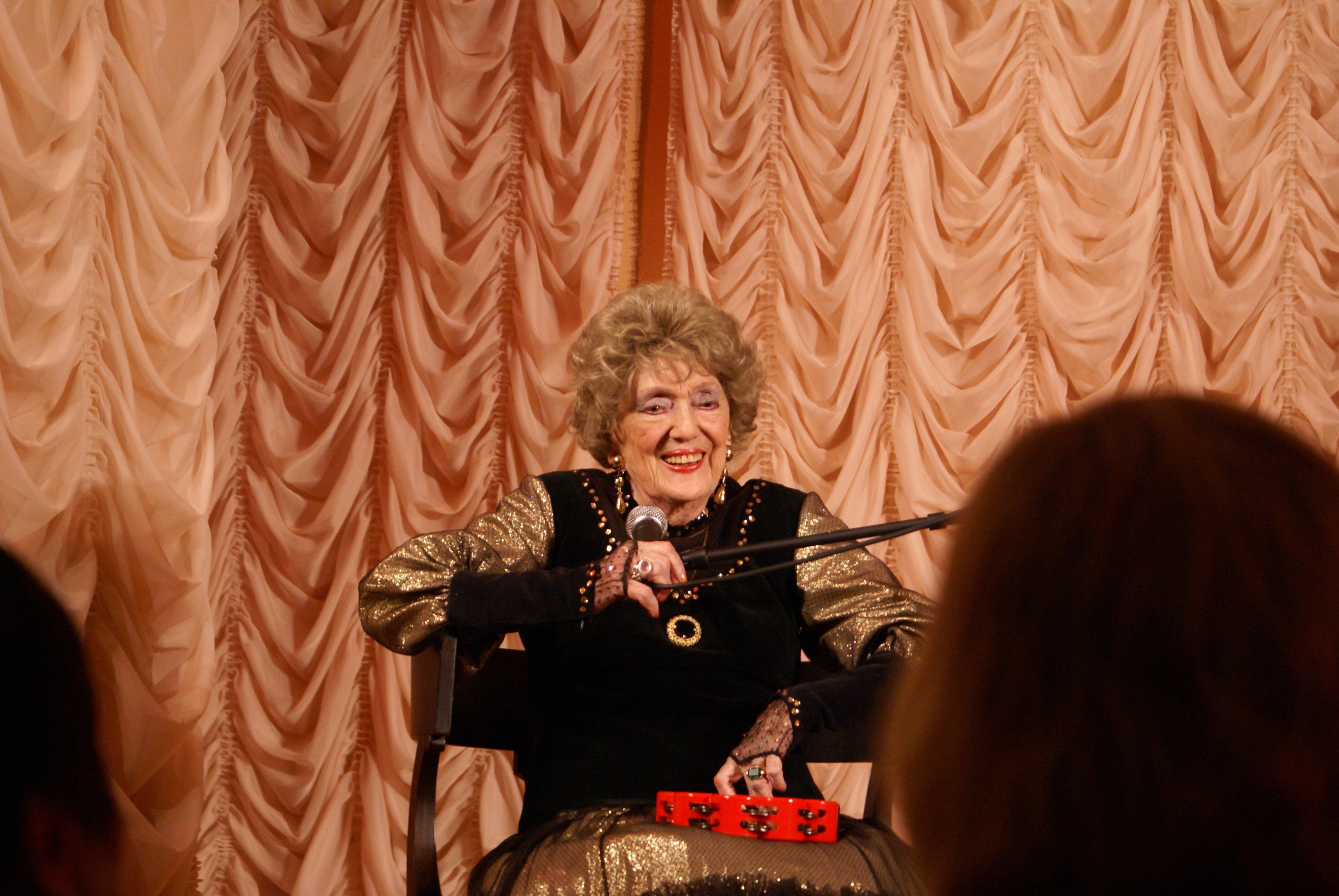
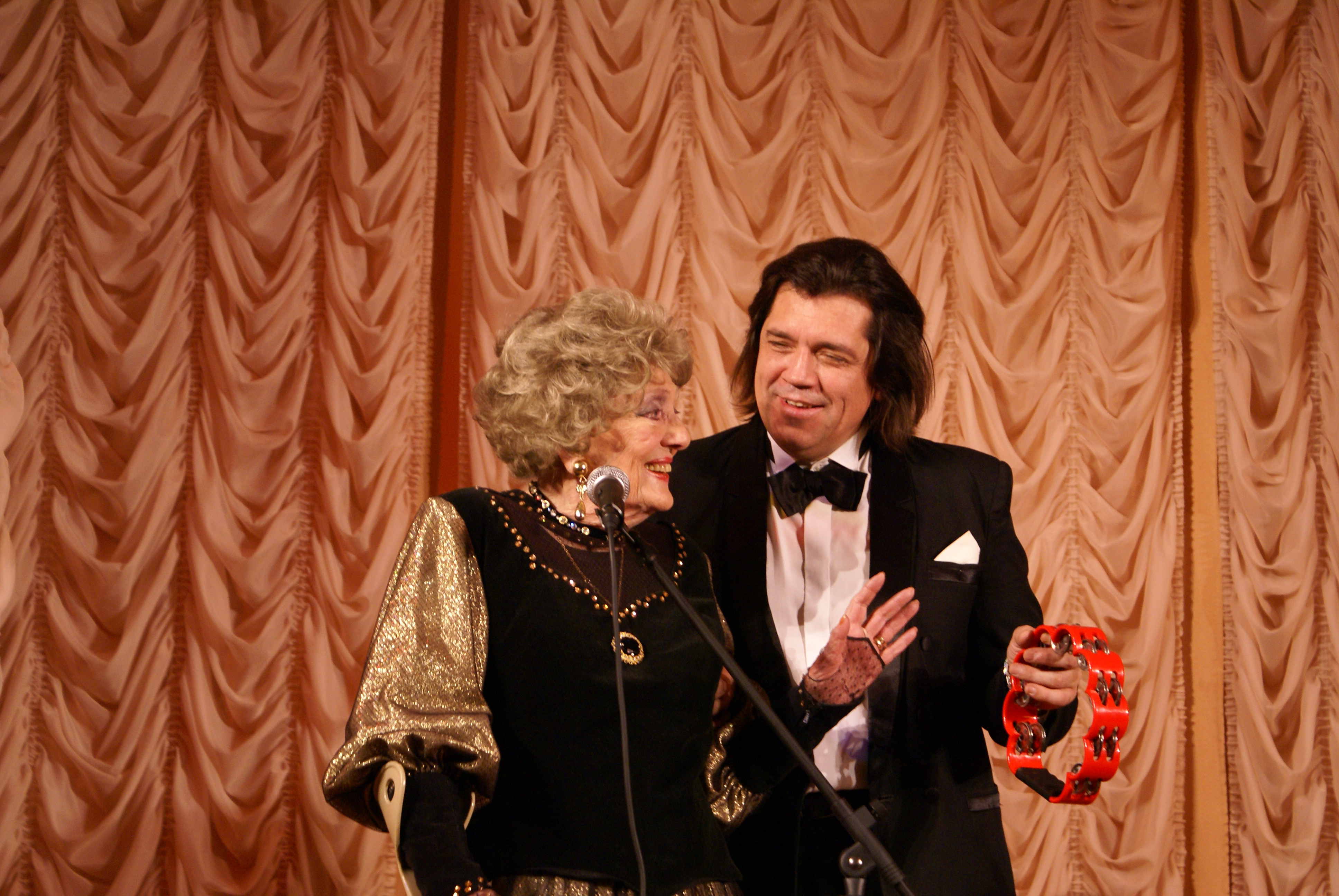
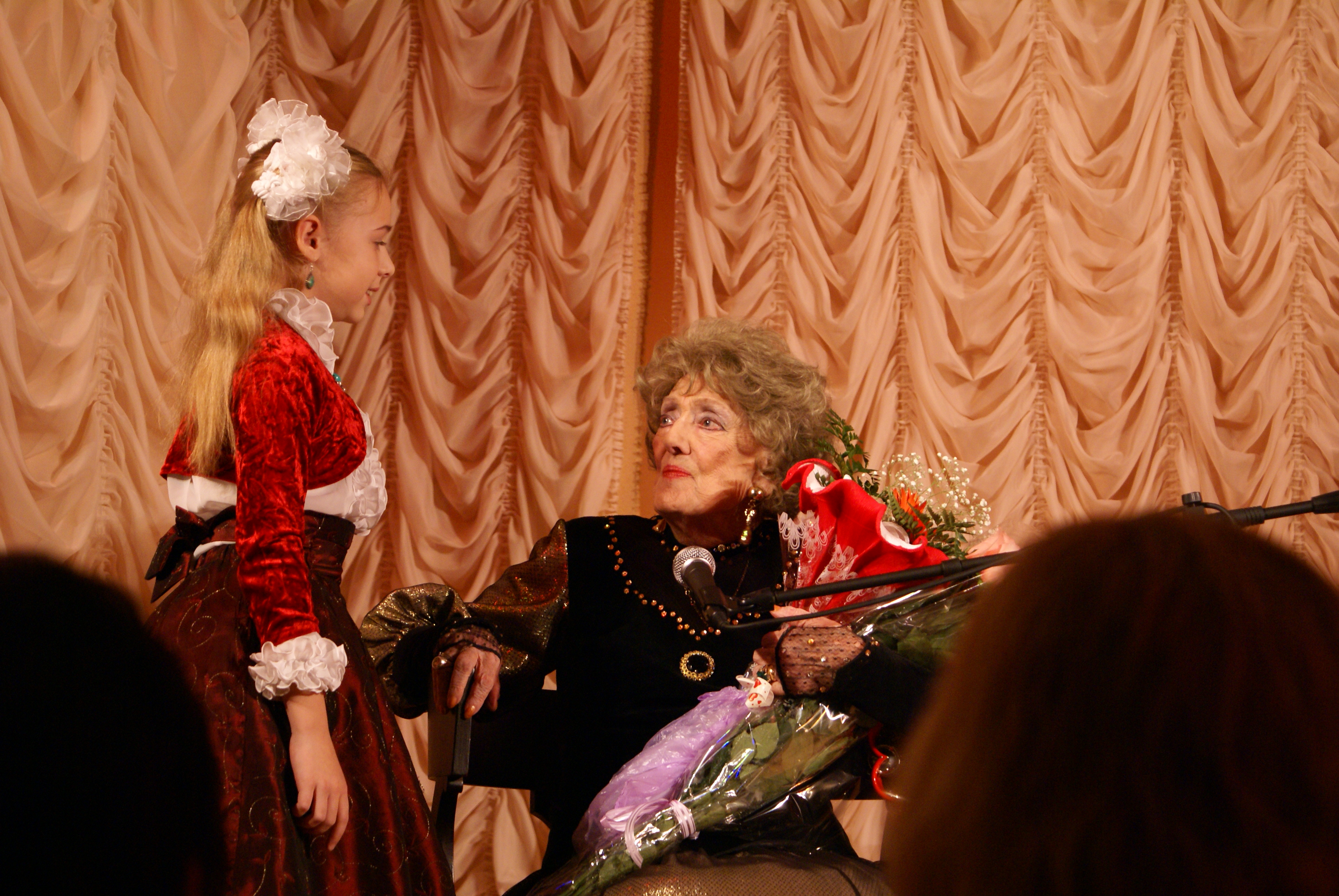